# Sugiura chengshanense
Sugiura chengshanense is een hydroïdpoliep uit de familie Sugiuridae. De poliep komt uit het geslacht Sugiura. Sugiura chengshanense werd in 1937 voor het eerst wetenschappelijk beschreven door Ling. 